# Tōru Araiba
Tōru Araiba (新井場 徹 Araiba Tōru?,  Hirakata, Osaka, 12 de julio de 1979) es un exfutbolista japonés. Jugaba de defensa y su último equipo fue el Cerezo Osaka de Japón.

## Trayectoria

### Clubes
| Club            | País  | Año         |
| --------------- | ----- | ----------- |
| Gamba Osaka     | Japón | 1998 - 2003 |
| Kashima Antlers | Japón | 2004 - 2012 |
| Cerezo Osaka    | Japón | 2013 - 2014 |

### Selección nacional
| Selección | País  | Año  |
| --------- | ----- | ---- |
| Sub-17    | Japón | 1995 |
| Sub-20    | Japón | 1998 |

## Estadísticas

### Participaciones en Copa del Mundo
| Copa                                  | Sede    | Resultado      | Partidos | Goles |
| ------------------------------------- | ------- | -------------- | -------- | ----- |
| Copa Mundial de Fútbol Sub-17 de 1995 | Ecuador | Fase de grupos | 3        | 0     |

## Palmarés

### Títulos nacionales
| Título             | Club            | País  | Año  |
| ------------------ | --------------- | ----- | ---- |
| J1 League          | Kashima Antlers | Japón | 2007 |
| Copa del Emperador | Kashima Antlers | Japón | 2007 |
| J1 League          | Kashima Antlers | Japón | 2008 |
| Supercopa de Japón | Kashima Antlers | Japón | 2009 |
| J1 League          | Kashima Antlers | Japón | 2009 |
| Supercopa de Japón | Kashima Antlers | Japón | 2010 |
| Copa del Emperador | Kashima Antlers | Japón | 2010 |
| Copa J. League     | Kashima Antlers | Japón | 2011 |
| Copa J. League     | Kashima Antlers | Japón | 2012 |

### Títulos internacionales
| Título           | Club (*)        | Sede    | Año  |
| ---------------- | --------------- | ------- | ---- |
| Copa Suruga Bank | Kashima Antlers | Kashima | 2012 |

(*) Incluyendo la selección

### Distinciones individuales
| Distinción                                 | Año  |
| ------------------------------------------ | ---- |
| Premio a la trayectoria en Kashima Antlers | 2015 |
| Premio al mérito de la J. League           | 2015 |